# Beyşehir (district)
Beyşehir is een Turks district in de provincie Konya en telt 72.712 inwoners (2007). Het district heeft een oppervlakte van 2116,3 km². Hoofdplaats is Beyşehir.
De bevolkingsontwikkeling van het district is weergegeven in onderstaande tabel.
| 1997    | 2000    | 2007   |
| ------- | ------- | ------ |
| 105.410 | 118.144 | 72.712 |